# Hyundai Xcient
Hyundai Xcient или Hyundai Trago Xcient — крупнотоннажный грузовой автомобиль, изготавливаемый с 2013 года компанией Hyundai вместо Hyundai Trago.
Xcient оснащается дизельными двигателями Hyundai Powertec объёмом 10,0 л, 11,1 л, 12,3 л и 12,7 л, мощностью 340, 360, 380, 410, 420, 440, 520 и 540 л. с. или Yuchai YC6M 10,3 л мощностью 300 и 340 л. с., работающих в паре с 6-ст., 9-ст., 12-ст. или 16-ст. КПП производства Eaton, Allison или ZF. Колёсные формулы — 4*2, 6*2, 6*4, 8*4 или 10*4.
Грузовик получил двухдисковое сцепление, подвеска на тягаче спереди на параболических рессорах, сзади — пневматическая на четырёх баллонах с возможностью регулировки по высоте. Лонжероны рамы автомобилей нового семейства изготовлены из стали толщиной 8 мм, имеют высоту 300 мм и ширину 90 мм.